# Palikir
Palikir a Mikronéziai Szövetségi Államok fővárosa 1989 óta, Koloniát váltotta fel ebben a szerepkörben. Az ország gazdasági és politikai központja. Lakossága 2008-ban 7321 fő volt.

## Éghajlat
A város éghajlata trópusi, a legmagasabb hőmérséklet júniusban és júliusban, a legalacsonyabb augusztusban és szeptemberben van. Az éves csapadékmennyiség 1514 mm, az évi napsütéses órák száma 1513.
| Hónap                         | Jan. | Feb. | Már. | Ápr. | Máj. | Jún. | Júl. | Aug. | Szep. | Okt. | Nov. | Dec. | Év   |
| ----------------------------- | ---- | ---- | ---- | ---- | ---- | ---- | ---- | ---- | ----- | ---- | ---- | ---- | ---- |
| Rekord max. hőmérséklet (°C)  | 33,0 | 33,0 | 34,0 | 33,0 | 33,0 | 34,0 | 33,0 | 34,0 | 35,0  | 35,0 | 35,0 | 33,0 | 35,0 |
| Átlagos max. hőmérséklet (°C) | 30,0 | 30,0 | 30,0 | 30,0 | 30,0 | 30,0 | 31,0 | 31,0 | 31,0  | 31,0 | 31,0 | 30,0 | 30,4 |
| Átlaghőmérséklet (°C)         | 27,0 | 27,0 | 27,0 | 27,0 | 27,0 | 27,0 | 27,0 | 27,0 | 27,0  | 27,0 | 27,0 | 27,0 | 27,0 |
| Átlagos min. hőmérséklet (°C) | 23,0 | 24,0 | 23,0 | 23,0 | 23,0 | 23,0 | 22,0 | 22,0 | 22,0  | 22,0 | 22,0 | 23,0 | 22,7 |
| Rekord min. hőmérséklet (°C)  | 18,0 | 19,0 | 18,0 | 20,0 | 20,0 | 20,0 | 20,0 | 20,0 | 18,0  | 19,0 | 18,0 | 18,0 | 18,0 |
| Forrás: Weatherbase           |      |      |      |      |      |      |      |      |       |      |      |      |      |

## Népesség
A népesség többsége mikronéz, a legfontosabb nyelv az angol. A lakosság 96%-a római katolikus. A bevándorlók száma folyamatosan növekszik.

## Gazdaság
A mezőgazdaság szerepe jelentős, halat és banánt exportálnak Japánba. Az állattenyésztés és a halászat szerepe növekszik.

## Fordítás
- Ez a szócikk részben vagy egészben  a   Palikir című angol Wikipédia-szócikk fordításán alapul.  Az eredeti cikk szerkesztőit annak laptörténete sorolja fel. Ez a jelzés csupán a megfogalmazás eredetét és a szerzői jogokat jelzi, nem szolgál a cikkben szereplő információk forrásmegjelöléseként.